# Linea Ginza

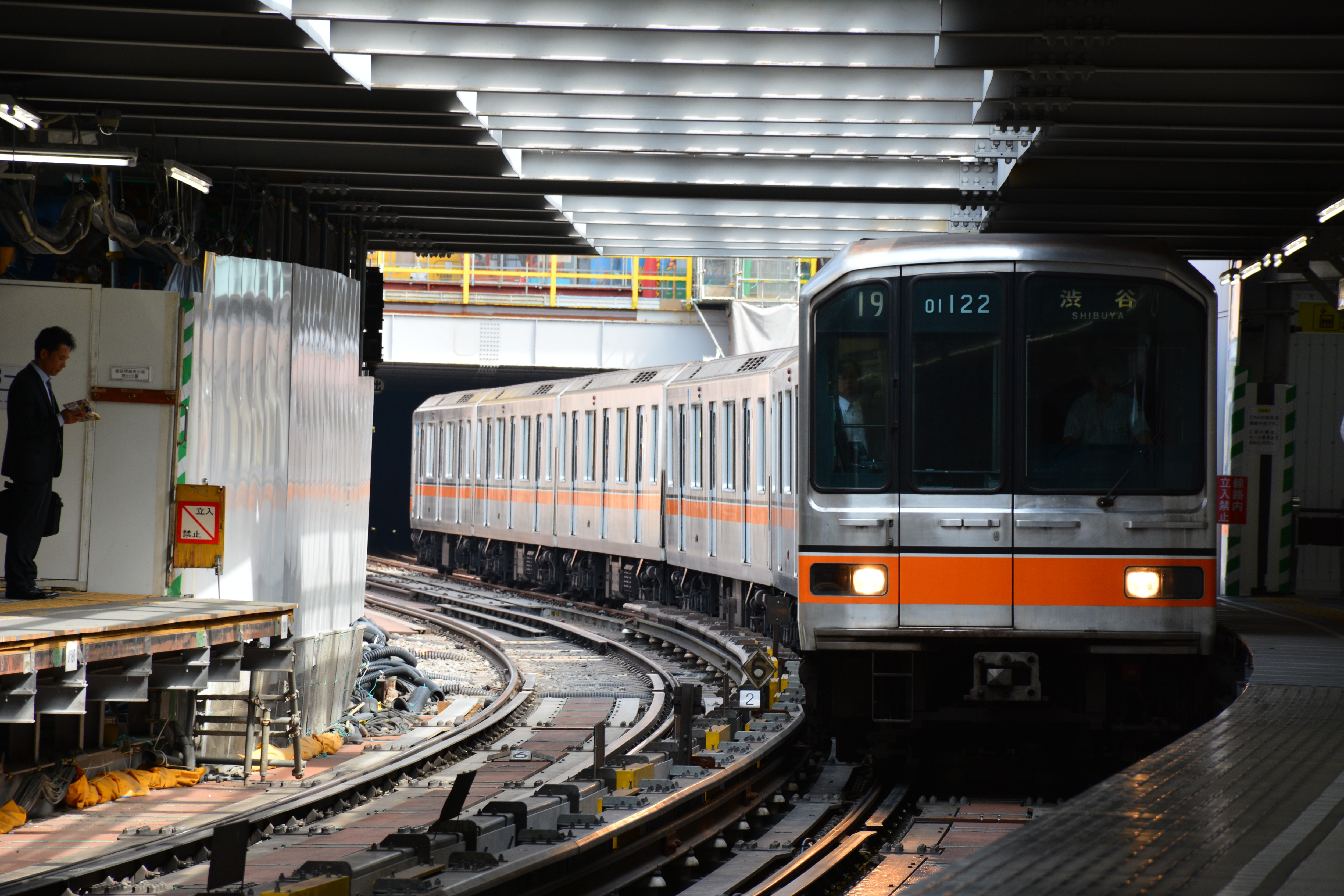
La stazione di Asakusa con un convoglio Serie 01.

La linea Ginza (銀座線?, Ginza-sen), ufficialmente chiamata "Line No.3 - Ginza Line", è una delle linee della metropolitana di Tokyo, a servizio dell'omonima città del Giappone ed è gestita dall'operatore Tokyo Metro.
È contrassegnata dal colore arancione e le sue stazioni assumono una sigla in codice composta dalla lettera G seguita dal numero progressivo della stazione. Si tratta della più antica linea metropolitana di Tokyo e dell'Asia, inaugurata nel 1927.

## Storia
La linea Ginza venne inizialmente pensata da un uomo d'affari chiamato Noritsugu Hayakawa (早川徳次?) che visitò la città di Londra nel 1914. Dopo aver visto e utilizzato la metropolitana di Londra, si convinse che anche Tokyo dovesse esserne dotata. Così fondò la Ferrovia sotterranea di Tokyo (東京地下鉄道?, Tōkyō Chika Tetsudō) nel 1920 e la costruzione cominciò nel 1925.
La sezione fra la stazione di Ueno e la stazione di Asakusa fu completato nel 1927, e pubblicizzato come la "prima ferrovia sotterranea dell'Oriente". All'apertura la linea fu così famosa che i passeggeri spesso dovevano aspettare oltre 2 ore per un solo viaggio di 5 minuti.
Il 1º gennaio 1930 la metropolitana venne ulteriormente estesa di 1,7 km fino alla stazione di Manseibashi, stazione temporanea abbandonata l'anno seguente, e quindi fino a Kanda, 500 metri più a sud. La Grande depressione rallentò i lavori di costruzione, ma finalmente la linea raggiunse il capolinea previsto di Shimbashi il 21 giugno 1934.
Nel 1938 la Ferrovia rapida di Tōkyō (東京高速鉄道?, Tōkyō Kōsoku Tetsudō), una compagnia collegata al predecessore dell'attuale Tōkyū Corporation iniziò il servizio fra Shibuya e Toranomon, in seguito esteso a Shimbashi l'anno dopo. Le due linee iniziarono a operare treni in continuità dal 1939, e nel luglio 1941 vennero fuse sotto il controllo della TRTA, l'ente per la metropolitana della capitale imperiale.
Il nome "Linea Ginza" è in uso dal 1953 per distinguerla dalla nuova linea Marunouchi, la seconda linea costruita. Durante il boom economico del dopoguerra, la linea Ginza divenne estremamente affollata, e per risolvere il problema si iniziò a realizzare la nuova linea Hanzōmon negli anni '80. Tuttavia ancora oggi la linea Ginza è molto utilizzata per il suo passaggio nei distretti residenziali, commerciali e degli affari di Tokyo. Secondo l'Ufficio metropolitano dei trasporti di Tokyo la linea Ginza è la settima ferrovia più affollata della città, con una saturazione del 168% fra Akasaka-Mitsuke e Tameike-Sannō.

## Servizio
Quasi tutti i treni della linea coprono tutto il percorso fra Asakusa e Shibuya. Tuttavia, alcuni treni in partenza la mattina presto dalla stazione di Toranomon e altri la sera tardi da Shibuya terminano la loro corsa presso Ueno. Nei giorni settimanali i treni passano con una frequenza di due minuti all'ora di punta, due minuti e 15 secondi durante le ore serali e tre minuti durante il resto della giornata. I primi treni partono da Shibuya e Asakusa alle 05:01 e gli ultimi raggiungono la prima alle 00:37 e la seconda alle 00:39.